# OASIS
OASIS (англ. Organization for the Advancement of Structured Information Standards) — це глобальний некомерційний консорціум, який займається розробкою, конвергенцією й ухваленням відкритих стандартів у рамках міжнародної інформаційної спільноти. Цей консорціум є лідером за кількістю випущених стандартів, що належать до вебслужб. Окрім цього, він займається стандартизацією в області безпеки, електронної комерції; також зачіпається суспільний сектор і ринки вузькоспеціальної продукції. В OASIS входить понад 5000 учасників, що представляють понад 600 різних організацій зі 100 країн світу.
Спонсорується провідними корпораціями IT індустрії, як-от IBM, Novell, Oracle, Microsoft, Sun.
У квітні 2013 року консорціум OASIS був акредитований Американським інститутом національних стандартів (ANSI). Отримання акредитації ANSI дозволить OASIS передавати свої стандарти в ANSI для затвердження їх як американських національних стандартів, а також безпосередньо представляти свої стандарти для прийняття організаціями ISO (Міжнародна організація зі стандартизації) і IEC (Міжнародна організація зі стандартизації), без проходження попередніх формальних процедур і затвердження в додаткових інстанціях.

## Історія
OASIS було засновано під назвою SGML Open у 1993 році. Консорціум почав свою діяльність як торгова асоціація постачальників інструментів Стандартної узагальненої мови розмітки (SGML) з метою спільного сприяння прийняттю SGML, переважно через освітні заходи, хоча проводилася також деяка технічна діяльність, зокрема оновлення специфікації CALS Table Model і специфікацій для обміну фрагментами та управління об'єктами.
У 1998 році, з переходом галузі на формат XML, SGML Open змістив акцент з SGML на XML і змінив назву на OASIS Open, щоб сприяти розвитку формату XML і розширити обсяг технічної роботи та охоплення стандартів. Фокус діяльності консорціуму також змістився з просування (адже формат XML активно розвивався і сам по собі) на розробку технічних специфікацій.
У липні 2000 року було затверджено новий процес роботи технічного комітету. З прийняттям цього процесу було впорядковано порядок створення, функціонування та просування роботи технічних комітетів. На момент ухвалення цього процесу існувало п'ять технічних комітетів; до 2004 року їх стало майже 70.
У 1999 році до OASIS звернувся UN/CEFACT, комітет Організації Об'єднаних Націй, який займається стандартами для бізнесу, з пропозицією спільно розробити новий набір специфікацій для електронного бізнесу. Спільна ініціатива під назвою ebXML, перша зустріч якої відбулася в листопаді 1999 року, була розрахована на трирічний період. На заключному засіданні у Відні, яке відбулося відповідно до початкового статуту, UN/CEFACT і OASIS домовилися розподілити решту роботи між двома організаціями та координувати її завершення через координаційний комітет. У 2004 році OASIS представив свої завершені специфікації ebXML на розгляд TC154 Міжнародної організації зі стандартизації (ISO), де вони були затверджені як ISO 15000.
Штаб-квартира консорціуму розташована в Берлінгтоні, штат Массачусетс, в одному приміщенні з іншими компаніями. 4 вересня 2014 року консорціум змінив адресу з 25 Corporate Drive Suite 103 на 35 Corporate Dr Suite 150, залишившись у тому ж місті.

## Стандарти, які розвиваються технічними комітетами OASIS
- CAP — Common Alerting Protocol, XML-формат даних для обміну публічними повідомленнями про попередження і надзвичайні ситуації між аварійними технологіями.
- CIQ — Customer Information Quality, XML-специфікація для визначення, представлення, інтерпретації та управління частковою інформацією (наприклад ім'я, адреса тощо).
- DocBook (DocBook) мова розмітки для технічної документації. Спочатку вона призначалася для автоматизації створення технічних документів під апаратне і програмне забезпечення комп'ютерів, але вона може бути використана для будь-якого іншого роду документації.
- DITA (Darwin Information Typing Architecture) модульна і розширювана, основана на XML мова для інформації на теми, такої як онлайнова допомога, документація, або навчання.
- MQTT (англ. Message Queue Telemetry Transport) — спрощений мережевий протокол, що працює на TCP/IP.
- OpenDocument (OASIS Open Document Format for Office Applications) відкритий формат файлів документів для збереження офісних документів, таких як електронні таблиці, листи, графіки, і презентації.
- SAML — Security Assertion Markup Language, стандартний фреймворк на форматі XML, для безпечного обміну інформації автентифікації та авторизації.
- SDD — Solution Deployment Descriptor, стандартна схема, основана на форматі XML, що визначає стандартний спосіб характеристик установки термінових застосунків, яких вимагає циклічне керування на багатоплатформових середовищах.
- SPML — Service Provisioning Markup Language, стандартний XML-протокол для інтеграції та інтерпретації запити служб забезпечення.
- UBL — Universal Business Language, національний проєкт з метою визначення безоплатної бібліотеки стандартних електронних XML-документів для бізнесу. Усі рахунки до данського уряду від лютого 2005 року мають бути в електронному форматі UBL.
- WSDM — Web Services Distributed Management, Вебслужби розподіленого бізнесу.
- XACML — eXtensible Access Control Markup Language, стандартний XML-протокол для управління доступом.
- XRI — eXtensible Resource Identifier, URI-сумісний протокол схеми й дозволу для абстрактних ідентифікаторів, які використовуються для указання і розподілу ресурсів між доменами і застосунками.
- XDI — XRI Data Interchange, стандарт для сумісної роботи, зв'язку, і синхронізації даних (dataweb) між багатьма доменами й застосунками з використанням XML-документів, eXtensible Resource Identifiers (XRI), і нових методів управління розподіленими даними, що зветься link contract.
- XLIFF — XML Localization Interchange File Format, розширюваний платформонезалежний стандарт обміну даними локалізації та супутньою інформацією, визначений як словник XML.